# Synagogendenkmal (Nürnberg)

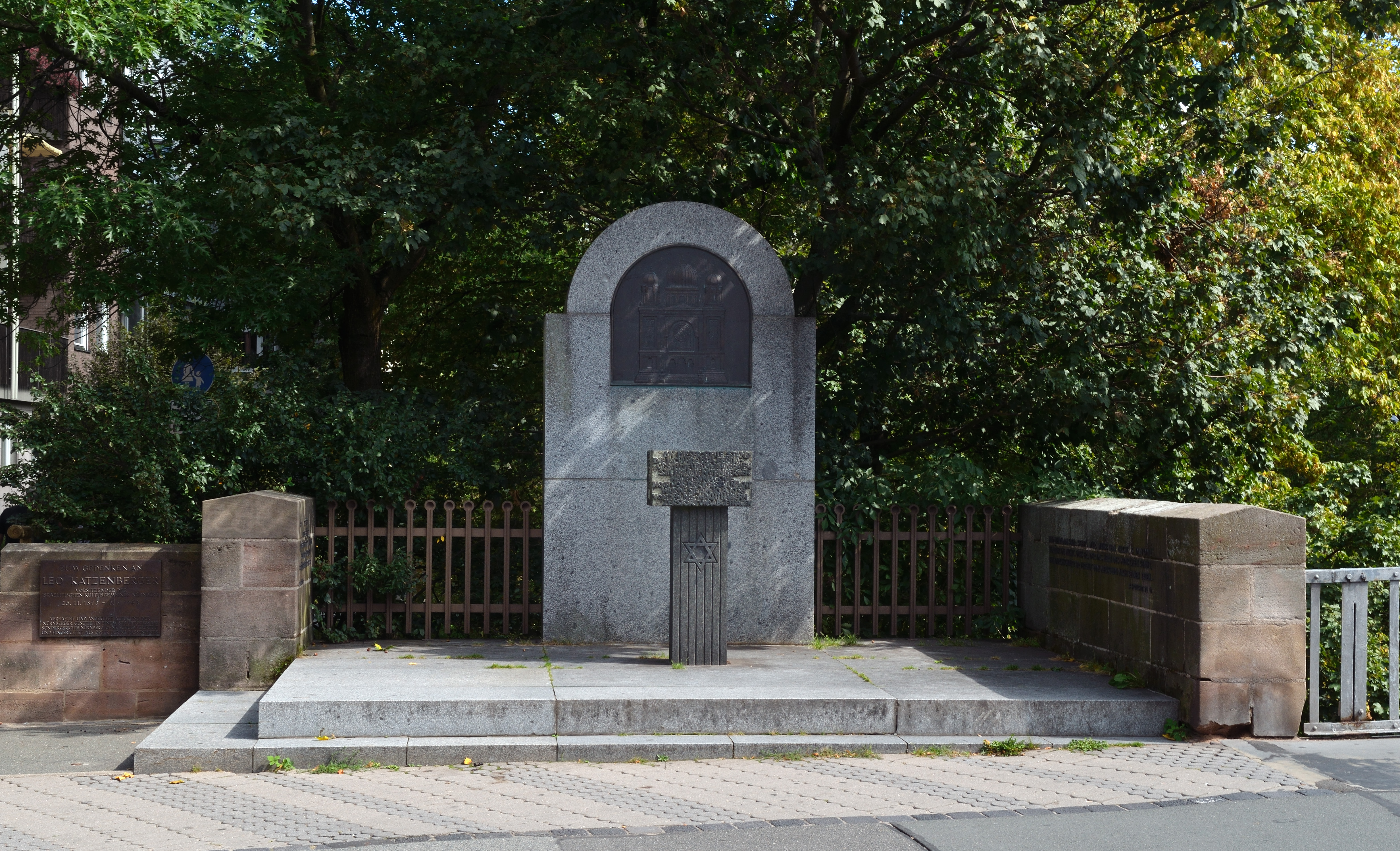
Synagogendenkmal in Nürnberg

Das Synagogendenkmal in Nürnberg erinnert an die Hauptsynagoge am Hans-Sachs-Platz, die am 10. August 1938, also noch vor den Novemberpogromen, auf Geheiß von Julius Streicher, abgebrochen wurde. Das Denkmal an der Spitalbrücke bei der Abzweigung des Leo-Katzenberger-Wegs besteht im Wesentlichen aus einem Relief der nicht mehr vorhandenen Synagoge von Reinhard Heiber (1988) und einer davor aufgestellten Gedenkstele von August Hofmann (1970).
Links neben dem Synagogendenkmal wurde eine Gedenktafel angebracht, die an die Ermordung von Leo Katzenberger erinnert.

Relief der Synagoge
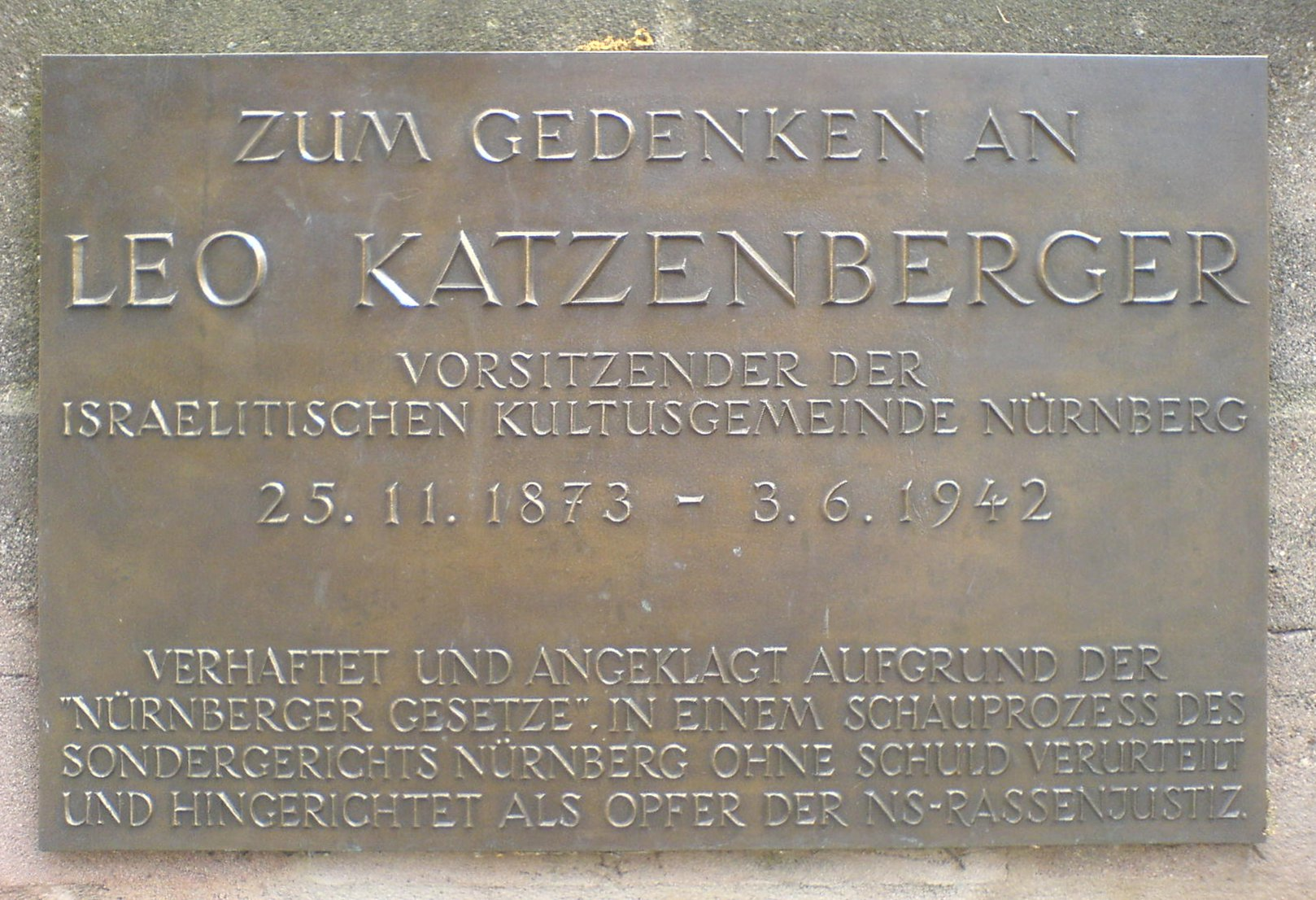
Leo-Katzenberger-Gedenktafel
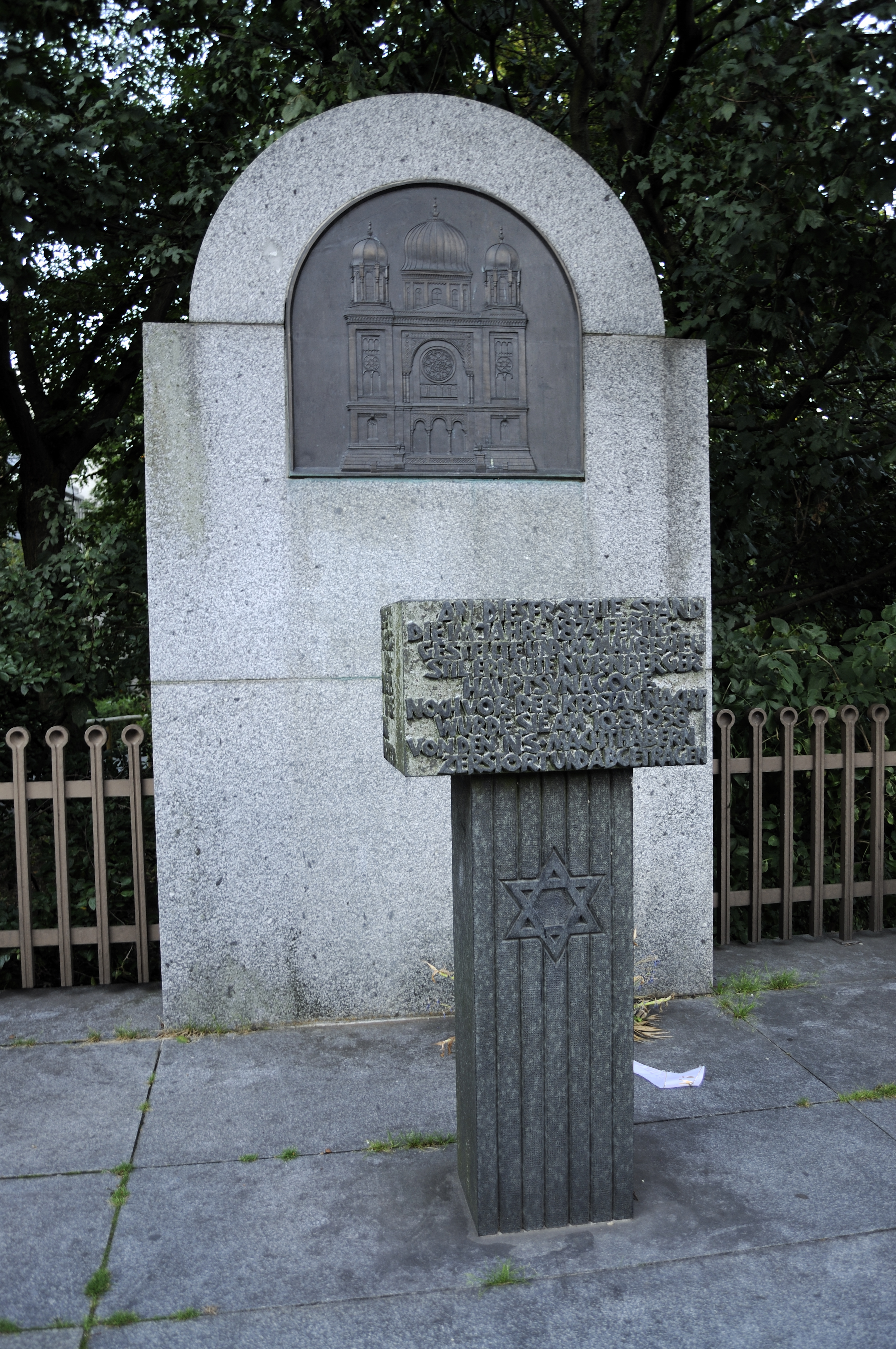
Gedenkstele